# Akis subterranea
Akis subterranea es una especie de escarabajo del género Akis, familia Tenebrionidae. Fue descrita científicamente por Solier en 1836.
Se distribuye por Italia. La especie se mantiene activa durante los meses de mayo, junio y octubre.